# Луговой чекан
Лугово́й чека́н (лат. Saxicola rubetra) — певчая птица семейства мухоловковых.

## Описание
Короткохвостая птица, передвигающаяся по земле небольшими быстрыми прыжками, часто покачивающаяся и взмахивающая крыльями и хвостом. Луговой чекан размером около 13—14 см и весом около 15—20 г. Окрас верха бурый, с чёрными пестринами, брюхо белёсое. Горло и грудка окрашены в оранжево-жёлтый цвет. Продолжительность жизни до 8 лет. У самца над глазами и на подбородке белая полоска. Пространство между обеими полосками чёрное.
Крик звучит как «туи-чек-чек» и служит для привлечения самки, а также для обозначения своей территории. Для пения и охоты луговой чекан выбирает высокие кусты и стебли.

## Местообитание
С апреля по сентябрь эта перелётная птица распространена по всей Европе. Луговой чекан гнездится от Архангельска и реки Печоры до Северного Кавказа и Западного Казахстана, а в Западной Сибири встречается до верховьев Енисея. Зимует в Африке Южнее Сахары. Часто можно обнаружить на заливных лугах, пастбищах, болотах и пустошах.

## Питание
Питается преимущественно насекомыми, червями, улитками, пауками и ягодами (обычно осенью). Среди насекомых преобладают жуки, бабочки, гусеницы и кузнечики. Иногда чеканы вылетают на края пашен за червями.

## Размножение
Половая зрелость наступает через год. Гнёзда чеканы начинают вить не рано — когда луговые травы достаточно пышно разрастутся (в средней полосе около 1 июня). Гнездо строит из сушёной травы и мха в высокой траве, в углублении на земле (обычно у подножия куста). Строительством занимается исключительно самка. Время высиживания яиц — с мая по август. Самка откладывает 4—7 зеленовато-голубых яйца, которые высиживает затем на протяжении 12—14 дней в зависимости от погоды. Выкармливают оба родителя. Птенцы покидают гнездо через 12—13 дней, самостоятельными они становятся через 3—4 дня.

## Галерея
- Молодой луговой чекан
- Взрослая самка
- Самец
- Гнездо
- Яйца лугового чекана в музее Висбадена
- Иллюстрация